# Bampalió
Bampalió är en ort i Grekland.   Den ligger i prefekturen Nomós Aitolías kai Akarnanías och regionen Västra Grekland, i den centrala delen av landet, 230 km väster om huvudstaden Aten. Bampalió ligger 212 meter över havet och antalet invånare är 159. Den ligger vid sjön Technití Límni Kastrakíou.
Terrängen runt Bampalió är kuperad. Runt Bampalió är det ganska tätbefolkat, med 65 invånare per kvadratkilometer. Närmaste större samhälle är Lepenoú, 12,6 km söder om Bampalió. == Kommentarer ==
1. ↑  Framräknat ur höjduppgifter (DEM 3") från Viewfinder Panoramas.[2] Mer om algoritmen finns här: Användare:Lsjbot/Algoritmer.
2. ↑  Framräknat ur höjduppgifter (DEM 3") från Viewfinder Panoramas.[2] Mer om algoritmen finns här: Användare:Lsjbot/Algoritmer.
3. ↑  Framräknat ur variansen i alla höjduppgifter (DEM 3") från Viewfinder Panoramas, inom 10 km radie.[2] Mer om algoritmen finns här: Användare:Lsjbot/Algoritmer.